# Megaselia basipecten
Megaselia basipecten är en tvåvingeart som beskrevs av Rudolf Beyer 1965. Megaselia basipecten ingår i släktet Megaselia och familjen puckelflugor. Inga underarter finns listade i Catalogue of Life.